# Большой Хутор
Большо́й Ху́тор — деревня в Нижнетавдинском районе Тюменской области России. Входит в состав Искинского сельского поселения.

## География
Деревня находится на западе Тюменской области, в пределах юго-западной части Западно-Сибирской низменности, в зоне подтайги, на расстоянии примерно 27 километра (по прямой) к юго-западу от села Нижняя Тавда, на правом берегу реки Иска, административного центра района.

### Климат
Климат резко континентальный с холодной продолжительной зимой и коротким тёплым летом. Средняя температура воздуха самого холодного месяца (января) — −18,6 °C (абсолютный минимум — −53 °C); самого тёплого месяца (июля) — 17,6 °C (абсолютный максимум — 38 °С). Безморозный период длится в среднем 111 дней. Среднегодовое количество атмосферных осадков составляет 300—400 мм, из которых 70 % выпадает в тёплый период. Продолжительность залегания снежного покрова составляет в среднем 156 дней.

## История
До 1917 года входила в состав Велижанской волости Тюменского уезда Тобольской губернии. По данным на 1926 год деревня Большая Замараева состояла из 71 хозяйств. В административном отношении входила в состав Искинского сельсовета Нижнетавдинского района Тюменского округа Уральской области.

## Население
| 2010 |
| ---- |
| 79   |

### Национальный состав
По данным переписи 1926 года в деревне проживало 349 человек (161 мужчина и 188 женщин), в том числе: русские составляли 100 % населения.
Согласно результатам переписи 2002 года, в национальной структуре населения русские составляли 52 % населения, чуваши — 43 % из 103 чел.